# Bulbophyllum amblyacron
Bulbophyllum amblyacron là một loài phong lan thuộc chi Bulbophyllum.